# Абдырахманов, Кимсанбай ажы
Кимсанбай ажы Абдурахманов (кирг. Кимсанбай ажы Абдырахманов; 10 июня 1940, Жанабад, Ферганская область, Узбекская ССР — 22 ноября 2022, Бишкек, Кыргызстан) — первый муфтий Кыргызстана со времён независимости. Под его руководством были открыты первые медресе и мечети в этой стране.

## Биография
Родился 10 июня 1940 года в Ферганской области Узбекистана в кыргызской семье. Село Жанабад, в котором он жил с родителями, находится в 15 км от города Баткен.
После школы учился в медресе Мири Араб в Бухаре, служил в морском флоте СССР. Окончил факультет шариата государственного университета в Иордании. До 1990 года Абдурахманов возглавлял медресе, которое окончил ранее, также работал в Ташкенте в духовенстве Центральной Азии и Казахстана.
С марта 1990 по сентябрь 1992 года работал председателем (казы) казыята мусульман Кыргызстана. В конце августа 1992 года прошел первый курултай мусульман Кыргызстана, где было создано Духовное управление мусульман независимого Кыргызстана. Именно Кимсанбай и был назначен муфтием.
Под его руководством были открыты первые медресе и мечети в независимом Кыргызстане, приобретено здание для муфтията и Исламского университета.
Ушёл с поста в декабре 1996 года. Позже, с 2000 по 2002 год, занимал пост верховного муфтия второй раз. В разные годы служил имам хатибом (главным имамом) в крупных мечетях Бишкека.
Скончался 22 ноября 2022 года в возрасте 83 лет.

## Награды
- Орден «Данакер» (3 мая 2001 года) — за вклад в духовное обновление общества, укрепление дружбы и межнационального согласия в Кыргызстане[3]